# Buchnera lundensis
Buchnera lundensis är en snyltrotsväxtart som beskrevs av Alberto Judice Leote Cavaco. Buchnera lundensis ingår i släktet Buchnera och familjen snyltrotsväxter. Inga underarter finns listade i Catalogue of Life.